# Kaolin

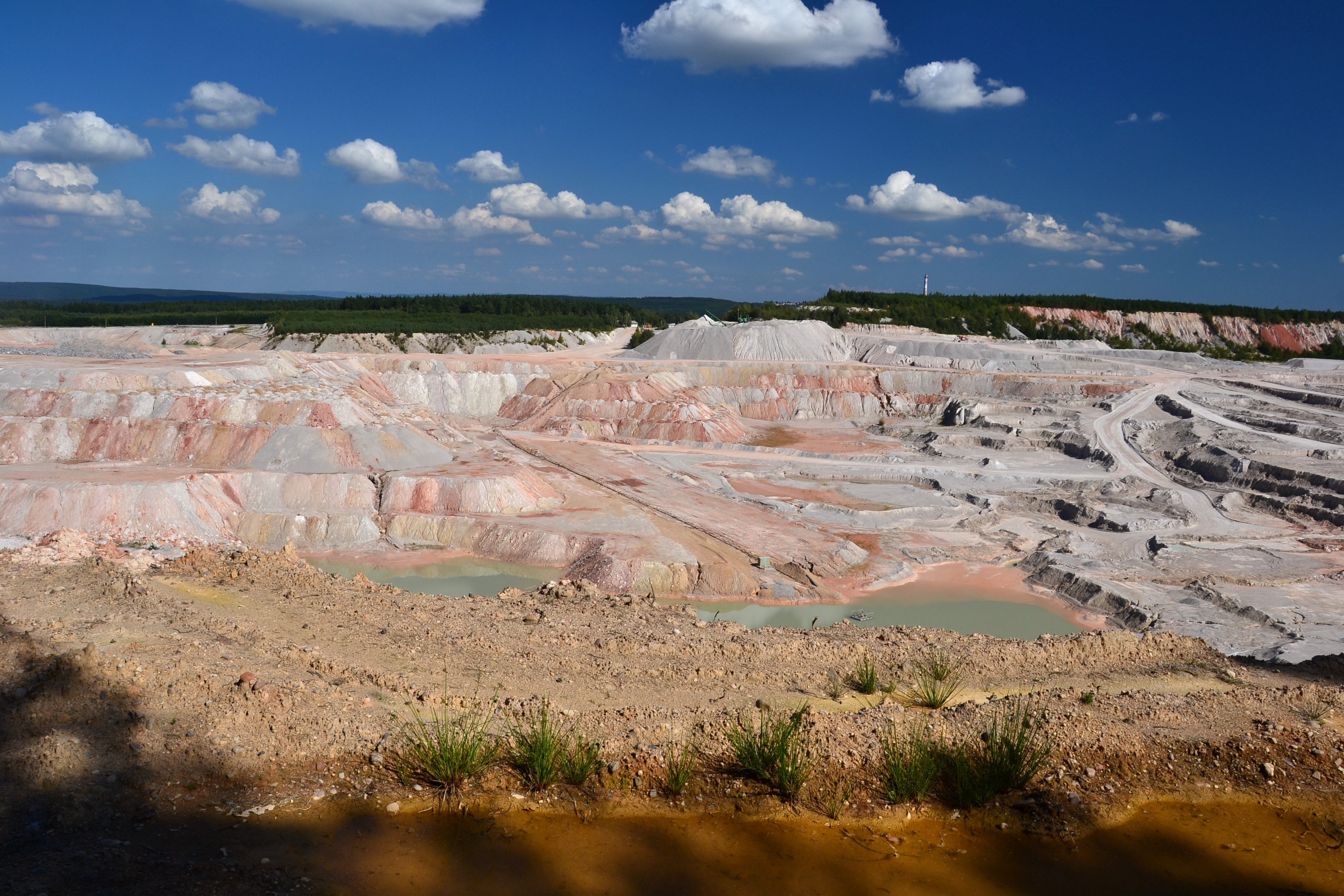
Kaolinový lom mezi Kaznějovem a Mrtníkem

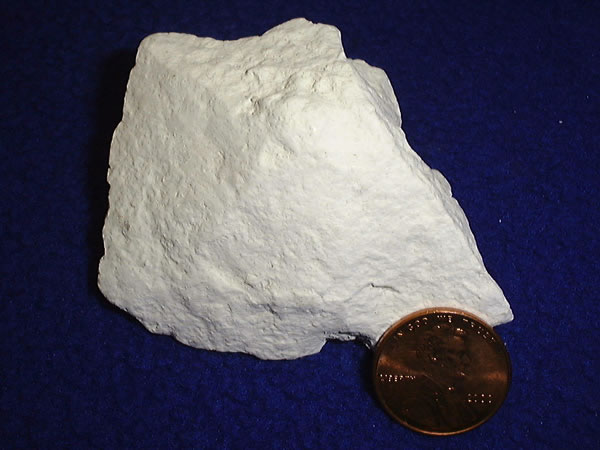
Kaolin

Kaolin (někdy také kaolín) je hornina, která se skládá z minerálu kaolinit a drobných křemenných zrn, která ovlivňují viskozitu materiálu. Používá se zejména pro výrobu keramiky (porcelánu) a papíru.

## Historie
Výraz kaolin pochází z čínštiny: 高岭土 (Gāolǐng tǔ; Kao-ling tchu) znamená „hlína z Vysokého kopce“, vychází ze jména bohatého naleziště Kao-ling („Vysoký kopec“) u města Ťing-te v čínské provincii Ťiang-si.

## Vznik
Kaolin je reziduální nepřemístěná bělavá hornina sedimentárního původu. Vzniká zvětráváním či kaolinizací živcových hornin (granodiorit, ortorula, arkóza). V tropických oblastech kaolinizaci způsobují monzunové deště v kyselém prostředí, které ze živců vymývají draslík, sodík a železo. Jiná ložiska (např. v okolí Karlových Varů) vznikla působením horkých pramenů.

## Využití
Kaolin se používá na výrobu porcelánu. Plavený kaolin se používá jako plnivo při výrobě papíru, jako příměs do barev a do žáruvzdorných cihel. Jejich charakteristické vlastnosti jsou žáruvzdornost, plasticita a vaznost. Kaolin rozpuštěný ve vodě je používán jako nátěrová hmota, případně jako součást jiných nátěrových hmot. Kaolin je také významným anorganickým plnivem v gumárenství.
Konkrétně kadaňský kaolin je hojně využíván v papírenském průmyslu pro jeho vysokou bělost a nízkou abrazi. Tento kaolin nachází využití také v oblastech stavebnictví, keramiky, gumárenství a nátěrových materiálů. Také se využívá pro mycí pasty na ruce.

## Naleziště ve světě
Světové zásoby kaolinu se odhadují až na 14 miliard tun. Více než polovina se nachází ve Spojených státech amerických, dále v Brazílii (28 %), na Ukrajině (7 %) a v Indii (7 %).

## Naleziště v Česku
V České republice se velmi kvalitní kaolin nachází a těží v okolí Kadaně, Podbořan, Karlových Varů, Plzně a Znojma (Únanov). Další ložiska se vyskytují v Chebské pánvi, Třeboňské pánvi a na Vidnavsku.
Česká republika patří mezi největší spotřebitele kaolinu na světě. V roce 2010 se v Česku vytěžilo 2 950 000 tun kaolinu. Po Spojených státech amerických, Uzbekistánu a Německu byla Česká republika jeho čtvrtým největším producentem.
Vysoce kvalitní ložiska se nacházejí na Karlovarsku, které je proslavené kvalitními kaolinity a bentonity. Povrchově je těží a zpracovává firma Sedlecký kaolin a.s. Karlovarský kaolin určuje mezinárodní normu pro kvalitu této horniny v průmyslovém využití při výrobě porcelánu. V minulosti se kaolin těžil také hlubinným způsobem například v dole Exelsior u Otovic nebo v dole Bohemia u Bohatic. Některá těžená ložiska na Karlovarsku jsou:
- lom Katzenholz – Otovice
- lom Osmosa – Božíčany
- lom Podlesí I – Podlesí
- lom Podlesí II – Podlesí
- lom Mírová – Mírová
- lom Ruprechtov – Ruprechtov
- lom Hájek – Hájek
- lom Jimlíkov – Jimlíkov, Božíčany
- lom Kaznějov  – Kaznějov

Dále existují dobývací prostory se souhlasným stanoviskem EIA pro ložiska u Jenišova, lom Jimlíkov – sever a Podlesí III.
V Jihočeském kraji mezi obcemi Borek, Hosín a Hrdějovice se nachází největší hlubinný kaolinový důl v Česku zvaný Orty. Důl byl ražen dobývací metodou chodbicování a dosahuje délky téměř šest kilometrů.